# 1754 Cunningham
1754 Cunningham è un asteroide della fascia principale del diametro medio di circa 79,52 km. Scoperto nel 1935, presenta un'orbita caratterizzata da un semiasse maggiore pari a 3,9537418 UA e da un'eccentricità di 0,1676378, inclinata di 12,11284° rispetto all'eclittica.
L'asteroide è dedicato all'astronomo statunitense Leland Erskin Cunningham.